# Burjatiska
Burjatiska, eller burjätiska, är ett mongolspråk som talas av omkring 280 000 människor, burjater, främst i den ryska delrepubliken Burjatien, där språket är officiellt vid sidan av ryska, men även mindre grupper i Mongoliet och Kina. Största delen av talarna bor i detta område enligt Rysslands folkräkningen 2002. Språket står mycket nära mongoliskan. Men till skillnad från mongoliska, har burjatiska lånat mycket mer från ryska, speciellt ord.
Burjatiskan delas traditionellt in i två huvudsakliga dialekter: västburjatiska och östburjatiska. Av dessa har östburjatiska behållit mera lingvistiska och kulturella länkar till Mongoliet medan västburjatiska har mer influenser från ryska. Mer specifikt kan burjatiska delas in i fem olika dialektgrupper:
- Lägre Uda
- Alar–Tunka
- Ehirit–Bulagat
- Hori
- Bargut

## Fonologi

### Vokaler
|            | Främre | Central | Bakre |
| ---------- | ------ | ------- | ----- |
| Sluten     | i \| y | ʉ       | u     |
| Halvsluten | e      |         |       |
| Halvöppen  | ɛ \| œ |         | ɔ     |
| Öppen      | a      |         |       |

Källa:

### Konsonanter
|             |             | Bilabial | Bilabial | Alveolar | Alveolar | Palatal | Velar | Velar | Glottal |
| ----------- | ----------- | -------- | -------- | -------- | -------- | ------- | ----- | ----- | ------- |
| vanligt     | palat.      | vanligt  | palat.   | vanligt  | palat.   | Palatal |       |       | Glottal |
| Klusil      | asp.        |          |          | tʰ       | tʲʰ      |         |       |       |         |
| Klusil      | tonad       | b        | bʲ       | d        | dʲ       |         | g     | ɡʲ    |         |
| Frikativ    | Frikativ    |          |          | s \| z   |          | ʃ \| ʒ  | x     | xʲ    | h       |
| Nasal       | Nasal       | m        | mʲ       | n        | nʲ       |         | (ŋ)   |       |         |
| Lateral     | Lateral     |          |          | l        | lʲ       |         |       |       |         |
| Tremulant   | Tremulant   |          |          | r        | rʲ       |         |       |       |         |
| Approximant | Approximant |          |          |          |          | j       |       |       |         |

Källa:

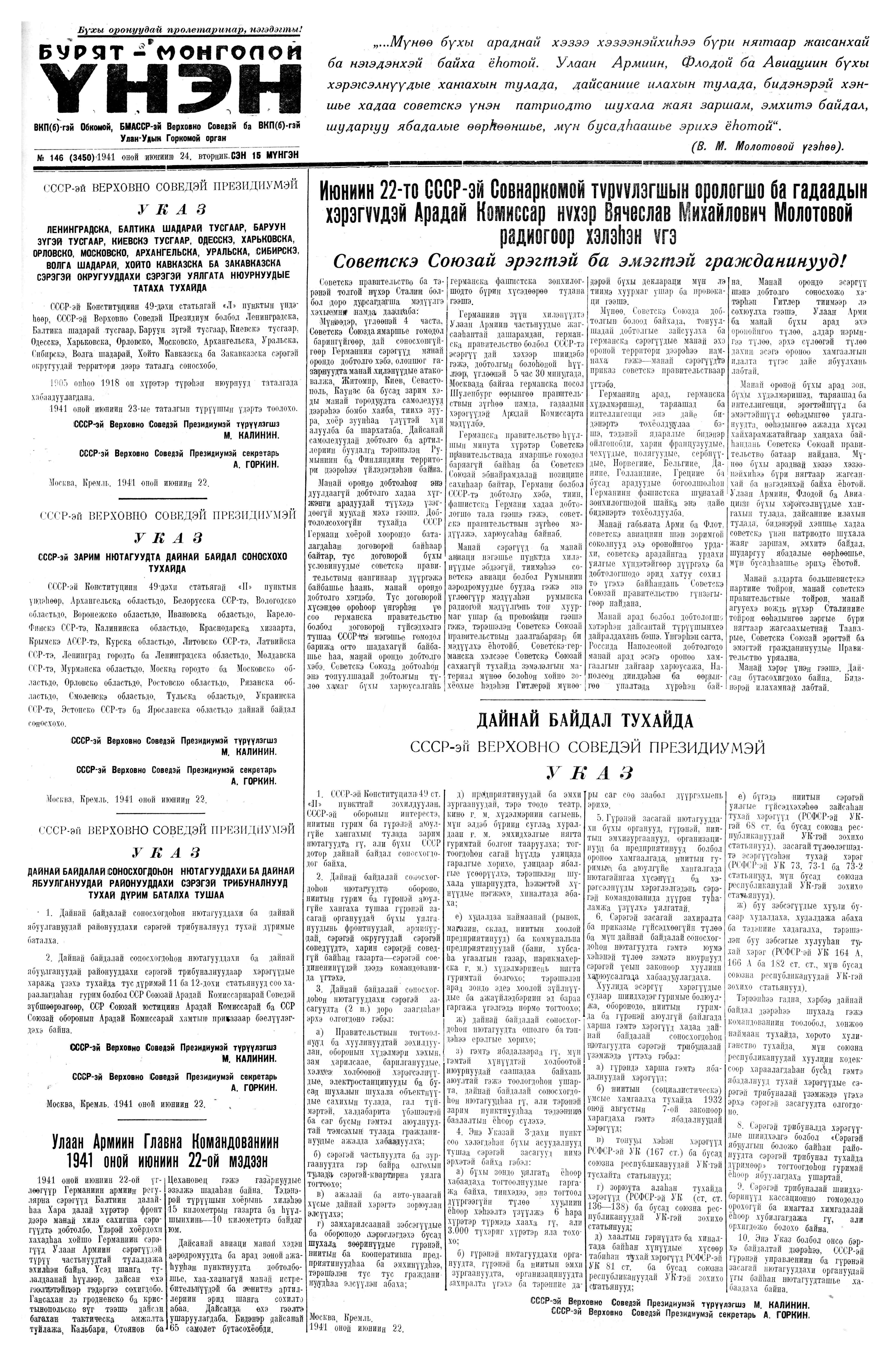
Huvudsidan i en burjatisk tidning 1941.

Följande bokstäver finns i de burjatiska alfabetena:
- Latinska alfabetet: Aa Bb Cc Çç Dd Ee Ff Gg Hh Ii Jj Kk Ll Mm Nn Oo Өө Pp Rr Ss Şş Tt Uu Vv Yy Zz Ƶƶ

- Kyrilliska alfabetet: Аа Бб Вв Гг Дд Ее Ёё Жж Зз Ии Йй Кк Лл Мм Нн Оо Өө Пп Рр Сс Тт Уу Үү Фф Хх Һh Цц Чч Шш Щщ Ъъ Ыы Ьь Ээ Юю Яя

## Språklära
I burjatiskan finns det åtta grammatiska kasus: nominativ, genitiv, dativ-lokativ, ackusativ, instrumentalis, ablativ och komitativ.
Den vanligaste ordföljd i burjatiska är subjekt–objekt–verb (SOV).

### Numeral
Burjatiska siffror från 1–10:
| 1     | 2     | 3      | 4      | 5     | 6       | 7      | 8      | 9     | 10    |
| ----- | ----- | ------ | ------ | ----- | ------- | ------ | ------ | ----- | ----- |
| negen | xojor | gurban | dürben | taban | zurgaan | doloon | naiman | jühen | arban |
| нэгэн | хоёр  | гурбан | дүрбэн | табан | зургаан | долоон | найман | юһэн  | арбан |